# Mikro (slak)
Mikro is een geslacht van weekdieren uit de klasse van de Gastropoda (slakken).

## Soorten
- Mikro cerion (Dall, 1927)
- Mikro giustii (Bogi & Nofroni, 1989)
- Mikro globulus Warén, 1996
- Mikro hattonensis Hoffman, Van Heugten & Lavaleye, 2010